# Ommexechidae
Famille
Les Ommexechidae sont une famille d'insectes orthoptères.

## Distribution
Les espèces de cette famille se rencontrent en Amérique du Sud.

## Liste des genres
Selon Orthoptera Species File (22 juillet 2018) :
- sous-famille Aucacridinae Rehn, 1943
  - genre Aucacris Hebard, 1929
  - genre Conometopus Blanchard, 1851
  - genre Cumainocloidus Bruner, 1913
  - genre Neuquenina Rosas Costa, 1959
- sous-famille Illapeliinae Carbonell & Mesa, 1972
  - genre Illapelia Carbonell & Mesa, 1972
- sous-famille Ommexechinae Bolívar, 1884
  - genre Calcitrena Eades, 1961
  - genre Clarazella Pictet & Saussure, 1887
  - genre Descampsacris Ronderos, 1972
  - genre Graea Philippi, 1863
  - genre Ommexecha Serville, 1831
  - genre Pachyossa Rehn, 1913
  - genre Spathalium Bolívar, 1884
  - genre Tetrixocephalus Gurney & Liebermann, 1963

## Publication originale
- Bolívar, 1884 : Monografía de los pirgomorfinos. Anales de la Sociedad Española de Historia Natural, vol. 13, p. 1-73 & 418-500.